# Resolutie 2244 Veiligheidsraad Verenigde Naties
Resolutie 2244 van de Veiligheidsraad van de Verenigde Naties werd met veertien stemmen voor en één onthouding aangenomen door de VN-Veiligheidsraad op 23 oktober 2015. De resolutie verlengde de wapenembargo's tegen Somalië en Eritrea en het mandaat van de waarnemingsgroep die schendingen ervan onderzocht met een jaar.
Venezuela had zich onthouden, omdat er volgens dit land tijdens de onderhandelingen over de tekst geen rekening was gehouden met bepaalde standpunten.

## Achtergrond
Zowel tegen Somalië, dat al sinds de jaren 1990 in chaos verkeerde en in recenter jaren geplaagd werd door terreurbeweging Al-Shabaab, als tegen Eritrea, dat in een grensconflict lag met zowel Ethiopië als Djibouti en ervan beschuldigd werd Al-Shabaab te steunen, was een wapenembargo van kracht. De Waarnemingsgroep Somalië-Eritrea was opgericht om schendingen ervan te onderzoeken zodat maatregelen konden worden genomen om de embargo's te doen naleven.
De vertegenwoordiger van Somalië zei dat zijn land hard werkte aan de veiligheid en had aangetoond de resoluties van de Veiligheidsraad na te leven. Die van Eritrea zei dat het wapenembargo tegen zijn land het gevolg was van de vermeende steun die het leverde aan terreurgroep  Al-Shabaab en het grensconflict met Djibouti. Er waren echter geen bewijzen gevonden voor die vermeende steun, en dus was men teleurgesteld met de verlenging van het embargo.

## Inhoud
De Veiligheidsraad bevestigde het wapenembargo tegen Somalië, dat in 1992 was opgelegd middels resolutie 733. De vrijstelling van de ordediensten van dat land werd verlengd tot 15 november 2015. Somalië had inmiddels betere wapenregistratieprocedures ingevoerd om te vermijden dat wapens van de ordediensten in verkeerde handen kwamen. Ook maakte het land zoals gevraagd sneller en vollediger melding van wapenleveringen aan het comité dat toezag op het wapenembargo.
Ook het houtskoolembargo, opgelegd middels resolutie 2036, werd bevestigd. De handel in houtskool was een bron van inkomsten van Al-Shabaab, maar het embargo erop werd met de voeten getreden.
De humanitaire situatie in Somalië ging erop achteruit, door aanvallen op en bemoeilijking van de hulpverlening en het verduisteren van de fondsen. Er werd beslist dat de bevriezing van banktegoeden die met resolutie 1844 was opgelegd tot 15 november 2016 niet zou gelden voor middelen die aangewend werden voor dringende noodhulp.
Verder werd ook het wapenembargo tegen Eritrea, dat in 2009 was opgelegd middels resolutie 1907, met een jaar verlengd. Het land moest ook zijn medewerking verlenen aan de waarnemingsgroep die schendingen van het wapenembargo onderzocht. Die mocht al sinds 2011 het land niet meer in. Het mandaat van deze groep werd ten slotte verlengd tot 15 december 2016.

## Verwante resoluties
- Resolutie 2060 Veiligheidsraad Verenigde Naties (2012)
- Resolutie 2111 Veiligheidsraad Verenigde Naties (2013)

Lijst ·  2196 ·  2197 ·  2198 ·  2199 ·  2200 ·  2201 ·  2202 ·  2203 ·  2204 ·  2205 ·  2206 ·  2207 ·  2208 ·  2209 ·  2210 ·  2211 ·  2212 ·  2213 ·  2214 ·  2215 ·  2216 ·  2217 ·  2218 ·  2219 ·  2220 ·  2221 ·  2222 ·  2223 ·  2224 ·  2225 ·  2226 ·  2227 ·  2228 ·  2229 ·  2230 ·  2231 ·  2232 ·  2233 ·  2234 ·  2235 ·  2236 ·  2237 ·  2238 ·  2239 ·  2240 ·  2241 ·  2242 ·  2243 ·  2244 ·  2245 ·  2246 ·  2247 ·  2248 ·  2249 ·  2250 ·  2251 ·  2252 ·  2253 ·  2254 ·  2255 ·  2256 ·  2257 ·  2258 ·  2259